# Chiasmocleis royi
Chiasmocleis royi é uma espécie de anfíbio da família Microhylidae. Pode ser encontrada no oeste do Brasil, norte da Bolívia e no leste e sul do Peru.